# Jos Bosmans
Jos Bosmans (Heusden, 22 september 1944) is een voormalig Belgisch politicus voor de CVP.

## Levensloop
Jos Bosmans studeerde rechten en criminologie aan de Katholieke Universiteit Leuven, waarna hij ging werken bij de Nationale Commissie Justitia et Pax. Vervolgens was hij vanaf 1973 kabinetsmedewerker van minister van Buitenlandse Zaken Renaat Van Elslande en werkte hij bij de Belgische vertegenwoordiging bij de Europese Gemeenschap. Van 1979 tot 1981 was hij volgens kabinetsmedewerker van minister Jos Chabert en van 1981 tot 1985 was hij kabinetschef van Vlaams minister Jan Lenssens.
Bosmans zetelde van 1985 tot 1987 als provinciaal senator voor Brabant in de Senaat. Vervolgens was hij van 1987 tot 1991 lid van de Kamer van volksvertegenwoordigers voor het arrondissement Leuven. In de periode februari 1988-november 1991 had hij als gevolg van het toen bestaande dubbelmandaat ook zitting in de Vlaamse Raad. De Vlaamse Raad was vanaf 21 oktober 1980 de opvolger van de Cultuurraad voor de Nederlandse Cultuurgemeenschap, die op 7 december 1971 werd geïnstalleerd, en was de voorloper van het huidige Vlaams Parlement. 
Tevens was hij van 1983 tot 1994 gemeenteraadslid van Boutersem, waar hij van 1983 tot 1988 schepen en van 1988 tot 1994 burgemeester was.
In 1993 werd hij door Vlaams minister van Onderwijs Luc Van den Bossche benoemd tot regeringscommissaris van de Vlaamse Regering bij de KU Leuven, wat hij bleef tot zijn pensionering in 2009. Ook was Bosmans van 2007 tot maart 2014 voorzitter van de raad van bestuur van het ziekenhuis RZ Heilig Hart in Tienen.